# 福尼斯 (加利福尼亞州)
福尼斯（英語：Fornis）是位於美國加利福尼亞州埃爾多拉多縣的一個非建制地區。該地的面積和人口皆未知。

## 地理
福尼斯的座標為38°53′33″N 120°51′41″W / 38.89250°N 120.86139°W，而該地的平均海拔高度為725米（即2379英尺）。